# كلارا خانيس
كلارا خانيس نادال (6 نوفمبر 1940-)، شاعرة وكاتبة إسبانية لعدة أنواع أدبية ولدت في برشلونة. تتميز بأنها مترجمة لمختلف لغات أوروبا الوسطى والشرقية. منذ عام 2015 ، شغلت مقعدًا في الأكاديمية الملكية الإسبانية، لتصبح عاشر امرأة تُنتخب كعضو في الأكاديمية.
في عام 1997 حازت على الجائزة الوطنية للترجمة عن ترجمتها للعديد من كتاب أوروبا الوسطى والشرقية.

## سيرتها الذاتية
ولدت كلارا خانيس في برشلونة في السادس من نوفمبر لعام 1940، درست بنفس المدينة وفي بمبلونا عملت بمهنة الفلسفة والآداب حيث يتم ترخيصة، وهو ما يعادل ماجستير الآداب في جامعة باريس (السربون) في الأدب المقارن. جمعت بين الشعر، الرواية، السيرة الذاتية والعلم وتميزت بكونها مترجمة خاصة في اللغة التشيكية والشعر لكلا من (فلاديمير خلان وياروسلاف سيفرت). وقد اضافت أيضا الي الاسبانية مارغريت دورس، ناتالي ساروتي، كاثرين مانسفيلد ووليم جولدينج، بالتعاون مع خبراء من لغاتهم مثل الشعراء الاتراك والفارسين والكثير من الصوفيين الحديث والقديم. في عام 1992 حصلت علي جائزة من مؤسسة TUTAV التركية عن دورها في تطور الشعر التركي في اسبانيا. وفي عام 1997 حصلت علي الجائزة الوطنية للترجمة عن مجموعة من أعمالها. في عام 2000 حصلت علي وسام الأستحقاق للفئة الأولي للجمهورية التشيكية عن عملها كمذيعة ومترجمة للأداب في تلك البلدة. تلقت الجائزة الوطنية عن أدب تريزا من أفيلا عام 2007. شاركت في الفاعليات الأدبية، وطنية ودولية، منذ عام 1983. وقد ترجم شعرها الي عشرين لغة أخرى. تضم مجموعة من الشعراء من الشرق والبحر الابيض المتوسط مثل يونوس إيميري، سوهراب سيبهري، ادونيس، هلاس، فياديمير هولان.

## أعمالها
- انتحار الجزيرة.شعر
- النجوم المتأخرة،1964.شعر
- ليلة هابيل ميشيلي،1965.رواية
- التفكك،1965.رواية
- الحياة الهادئة فيديريكو،1972.سيرة ذاتية
- محاولة للألتفاء ومحاولة النسيان،1972.
- الحد البشري،1973.شعر
- تعلم الشيخوخة،1973.مقال
- قصائد الرومانيين،1973.شعر
- رسائل الي ادريانا،1976.رواية
- مختارات شخصية،1979.شعر
- كتاب الاغتراب،1980.شعر
- سينداس رومانيا، 1981. رواية.
- إيروس، 1981. الشعر.
- القرفة النقاء، 1981. السيرة الذاتية.
- محاولة النسيان، 1982. حكايات.

## أعمالها المترجمة إلى اللغة العربية
- ديوان حجر النار (شعر)، ترجمة: طلعت شاهين، (ط1) منشورات المجمع الثقافي، أبوظبي، 1998. (ط2) دار سنابل للكتاب، القاهرة، 2008.[5]
- رجل عدن والسيدة ذات العيون الزرقاء (رواية)، ترجمة: طلعت شاهين، (ط1) وزارة الثقافة اليمنية، صنعاء، 2004. (ط2) دار سنابل للكتاب، القاهرة، 2005.